# Jean le Popolano
Pour les autres membres de la famille, voir Famille de Médicis.

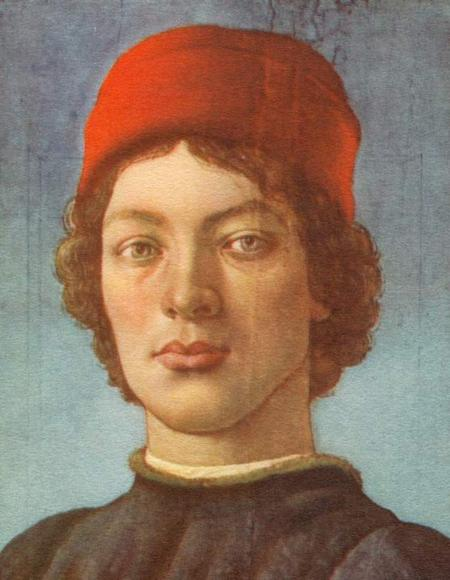
Portrait présumé de Giovanni il Popolano, v. 1490, attribué à Sandro Botticelli ou à Filippino Lippi, National Gallery of Art, Washington.

Jean de Médicis, dit il Popolano (né à Florence le 21 octobre 1467 et mort à Sainte-Marie-de-Bagno le 14 septembre 1498), est le fils de Pierfrancesco l'Ancien et le frère cadet de Laurent le Popolano. Il est un rejeton de la branche cadette de la lignée des Médicis, dont le fondateur était Laurent de Médicis (l'ancien) (frère cadet de Cosme de Médicis).

## Biographie

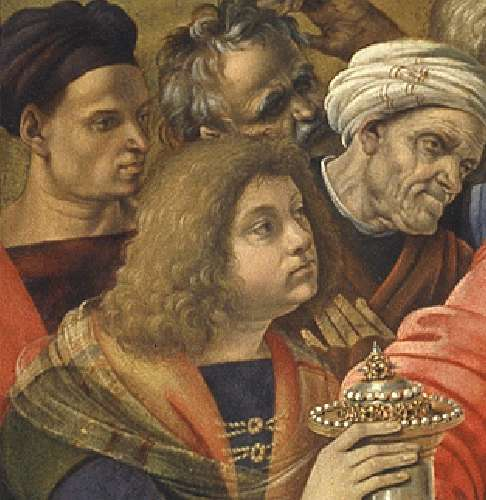
Portrait présumé de Giovanni il Popolano, détail de l' Adoration des Mages de Filippino Lippi (galerie des Offices).

À la mort de leur père (1476), les deux frères, encore très jeunes, eurent comme tuteurs leurs cousins Julien et Laurent de Médicis. Ils grandirent dans le cercle cultivé et raffiné de Laurent le Magnifique, et se formèrent à l'école de lettrés illustres comme Marsile Ficin et Ange Politien, développant une passion pour les études classiques et pour les livres au point de se constituer une bibliothèque somptueuse, riche en manuscrits et en livres enluminés.
Mais au fil des années, les relations de Jean avec Laurent le Magnifique se détériorèrent, entre autres pour des raisons d'argent, dans la mesure où le tuteur conservait pour lui seul l'immense fortune héritée du père, qu'il ne devait que gérer et préserver jusqu'à la majorité de ses deux cousins. La querelle s'envenima au point que seule une décision de justice y mit temporairement un terme. À la mort du Magnifique, l'hostilité pour la branche aînée resurgit lorsque, les deux frères ayant pris la tête de l'opposition à son successeur, Pierre dit "le Malchanceux", ils furent contraints à l'exil en avril 1494.
Mais cet exil fut de brève durée : en novembre de la même année, alors que Pierre de Médicis tentait de s'opposer au passage en force de Charles VIII de France vers Naples, les deux frères rentrèrent à Florence et manifestèrent leur appui au nouveau gouvernement républicain institué par Jérôme Savonarole, adoptant le surnom d'« amis du peuple » (Popolani), afin de se démarquer de la branche tyrannique des Médicis, celle de Pierre, et témoigner de leur fidélité à la République.
En 1497 Jean de Médicis épousa Catherine Sforza, princesse de Forlì ; de ce mariage naquit, l'année suivante, un fils du nom de Ludovic. Mais quelques mois seulement après, Jean tomba malade et mourut, et sa veuve donna son nom à son fils, qui passa à la postérité sous le nom de Jean des Bandes Noires, le dernier des condottieres, lui-même père du premier grand-duc de Toscane, Cosme Ier de Médicis.

## Source
- (it) Cet article est partiellement ou en totalité issu de l’article de Wikipédia en italien intitulé « Giovanni il Popolano » (voir la liste des auteurs).